# ونداد هرمزد
ونداد هرمزد یا وندادهرمز یکی از اسپهبدان قارنوندیان در تبرستان بود. وی در سال ۱۶۸ هجری به خواست مردم و در اتحادی با دیگر فرمانروایان طبرستان، قیام مردمی تبرستان را رهبری کرد. ونداد هرمزد در چندین نبرد گماشتگان خلیفه مهدی عباسی را شکست داد ولی در دوره خلافت هادی عباسی شکست خورد و متعهد شد که باج بپردازد.

## پیشینه
در سال ۷۶۰ میلادی که پدر ونداد هرمز فرمانروای قارنوندیان بود، دابویگان به رهبری اسپهبد خورشید در برابر عباسیان شورش کردند. خورشید شکست خورد و به دیلم گریخت و از آنجا حملهٔ متقابل به عباسیان را آغاز کرد ولی دگربار شکست خورد و پس از آنکه از اسارات خانواده اش به دست عباسیان آگاه شد زهر خورد و خود را کشت. بدین گونه فرمانروایی دابویگان پایان یافت ولی دیگر فرمانروایی‌های محلی مانند قارنوندی، باوندی و زرمهری که تا پیش از آن تابع دابویگان بودند به حیات خود ادامه دادند و با پرداخت باج سالانه به عباسیان بر بخشهایی از تبرستان فرمان راندند.

## زندگی‌نامه
در سال ۷۶۵ ونداد هرمز فرمانروای قارنوندی تبرستان شد. در ۷۷۲ خالد بن برمک والی عباسیان در تبرستان، منطقه را ترک گفت. اندکی پس از رفتن خالد، ونداد نامه ای به شروین یکم نوشت و او را به شورش علیه عباسیان فراخواند. شروین پذیرفت و در کنار ونداد و حاکم زرمهری تبرستان در شورش شرکت کرد. آنها شروع به نابودی شهرهایی کردند که توسط مسلمانان ساخته شده بودند و در سال ۷۸۲ شروین یکم در کنار ونداد هرمز تبرستان را از مسلمانان پاکسازی کرد. در همین دوران ونداد هرمز به لقب دابویی گیلگیلان و شروین به لقب پشتخوارگرشاه ناموَر شد. هنگامی که خبر بپاخاستن تبرستان به بغداد رسید مهدی یکی از برجسته‌ترین فرماندهان خود به نام سلیم فرغانی را به رویارویی شورشیان فرستاد ولی ونداد به کمک برادرش وندامید توانست سلیم را شکست دهد و بکشد. مهدی سپس فرشا را فرستاد که او هم توسط ونداد هرمز مغلوب، دستگیر و کشته شد.
ونداد تا سال ۷۸۵ به دفع یورشهای پی در پی اعراب ادامه داد در این سال او و دیگر حکام محلی تبرستان از عربها شکست خوردند و بار دیگر پذیرفتند که به خلیفه باج سالانه دهند.
در سال ۸۰۵ هارون الرشید به ری رفت و در آنجا با ونداد و شروین باوندی دیدار کرد. آندو فرمانبری از هارون و پرداخت باج سالانه به او را تعهد کردند. هارون برای تضمین فرمانروایی آندو، نوهٔ شروین و پسر ونداد را با خود به عنوان گروگان به بغداد برد. این دو شاهزاده پس از ۴ سال که هارون مرد توانستند به تبرستان بازگردند. ونداد در سال ۸۰۹ درگذشت و پسرش قارن جانشینش شد.